# Michal Dočolomanský

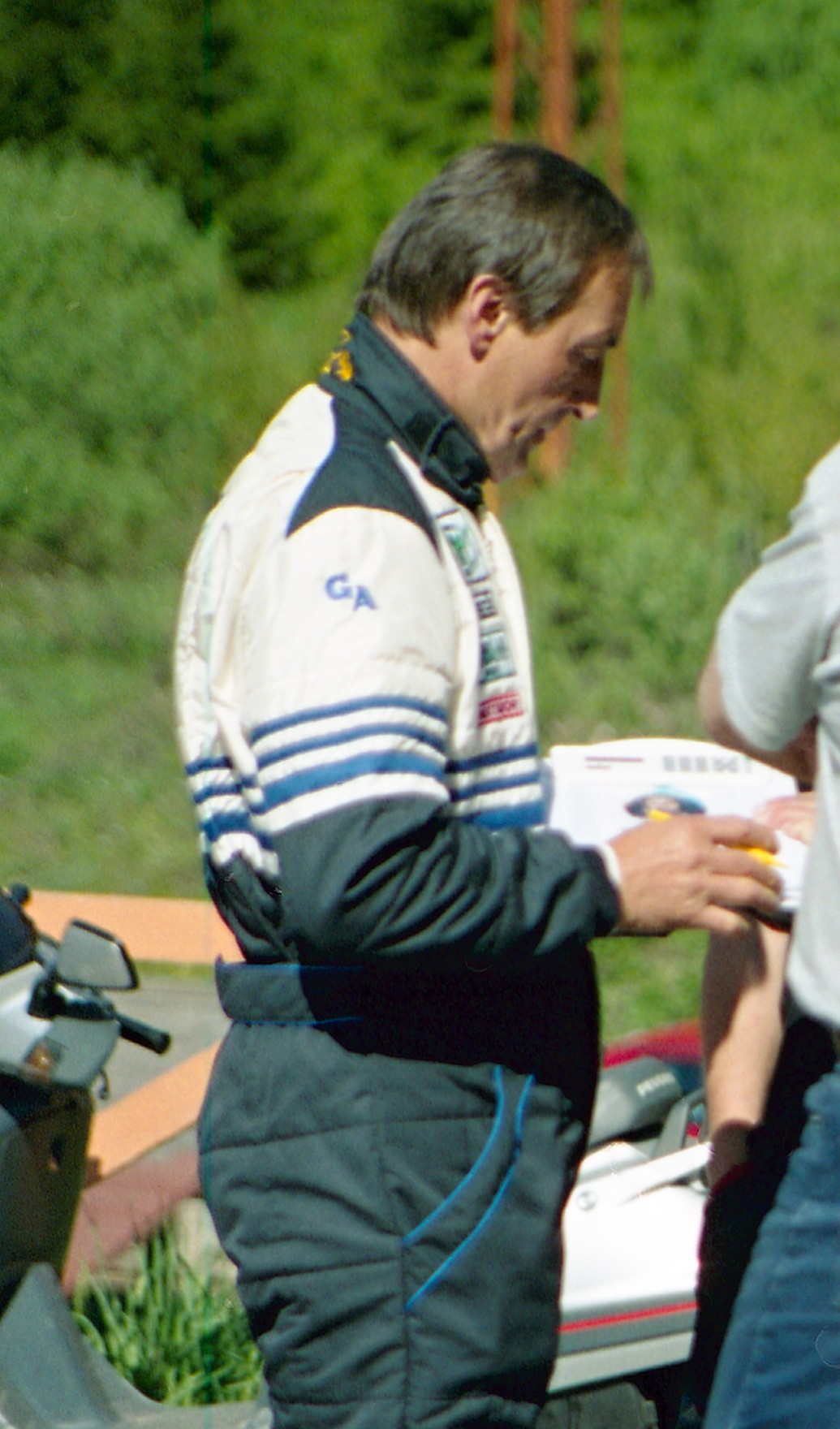
Michal Dočolomanský

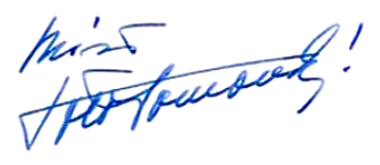
Unterschrift von Michal Dočolomanský

Michal Dočolomanský (* 25. März 1942 in Niedzica, heute Polen; † 26. August 2008 in Bratislava) war ein slowakischer Film- und Theaterschauspieler. Bekannt wurde er vor allem durch seine Rollen in Kinofilmen der 1970er und 1980er Jahre wie Adele hat noch nicht zu Abend gegessen, Die drei goldenen Haare des Sonnenkönigs, Die tausendjährige Biene, Das Geheimnis der Burg in den Karpaten, Tri krát tri je deväť oder Die Pfauenfeder.

## Leben und Karriere
Dočolomanský wurde als Sohn eines an einer slowakischen Schule tätigen Lehrers in der kleinen polnischen Stadt Niedzica (damals Erste Slowakische Republik) geboren. Die Familie zog später nach Svätý Jur bei Bratislava, wo er seine Kindheit verbrachte. Im Alter von zehn Jahren entdeckte er seine Leidenschaft für das Schauspiel mit einem Besuch einer Theatervorstellung, die ihn nicht mehr losließ. Dennoch absolvierte er zunächst eine Lehre zum Automechaniker, entschied sich dann aber für ein Schauspielstudium in Bratislava. Noch während seines Studiums debütierte er am Nationaltheater in Bratislava, wo er 1964 nach seinem Studienabschluss ein Engagement bekam. Während seiner Schauspielausbildung gab er 1962 zudem seinen Einstand als Filmschauspieler in der Komödie Ausflug auf der Donau, gefolgt von weiteren Film- und Fernsehproduktionen.
Zu Beginn seiner Filmkarriere verkörperte er vornehmlich dramatische und psychologische Filmrollen, wie beispielsweise als Stefan Padych in Martin Hollýs Die Sünde der Katarina Padychová. Er wirkte auch in einigen Kinoproduktionen der Prager Barrandov-Studios mit, jedoch vornehmlich in nationalen Fernsehproduktionen.
Michal Dočolomanský verstarb am 26. August 2008 in Bratislava im Alter von 66 Jahren.

## Auszeichnungen
- 2007: Ehrung mit dem Ľudovít-Štúr-Orden 1. Klasse

## Filmografie (Auswahl)

### Kino
- 1962: Ausflug auf der Donau (Výlet po Dunaji)
- 1969: Kolonie Lanfieri (Kolonija Llanfier)
- 1973: Die Sünde der Katarina Padychová (Hriech Kataríny Padychovej)
- 1973: Die Tage des Verrats (Dny zrady)
- 1974: An die Gewehre, Rebellen (Do zbrane, kuruci!)
- 1974: Eine verschüttete Quelle (Skrytý pramen)
- 1977: Adele hat noch nicht zu Abend gegessen (Adela ještě nevečeřela)
- 1978: Penelope
- 1981: Nächtliche Reiter (Noční jezdci)
- 1981: Die drei goldenen Haare des Sonnenkönigs (Plavčík a Vratko)
- 1981: Das Geheimnis der Burg in den Karpaten (Tajemství hradu v Karpatech)
- 1983: Die tausendjährige Biene (Tisícročná včela)
- 1984: Gekauftes Leben (Mŕtvi učia živých)
- 1987: Die Pfauenfeder
- 1988: Gespenster aus dem Dachfenster (Strasidla z vikýre)
- 1991: Privatleben (Súkromné zivoty)
- 2007: Bestiar

### Fernsehen
- 1971: Salut Germain (Fernsehserie) (Folge „Lilli Marleen wechselt die Front“)
- 1979: Drei Musketiere mit Diplom (Inzenýrská odysea) (Fernsehserie) (13 Episoden)
- 1983: Die Gänsehirtin und der König (Husiarka a král) (Fernsehfilm)
- 1985: Tri krát tri je deväť (Fernsehfilm)
- 1986: Gottwald (Fernsehminiserie)
- 1986: Werther (Fernsehfilm)
- 1992: Herz gesucht (À deux pas du paradis) (Fernsehfilm)